# Mattimudu, Chitapur
Mattimudu là một làng thuộc tehsil Chitapur, huyện Gulbarga, bang Karnataka, Ấn Độ.